# Eusebio Pinós Regalado
Eusebio Pinós Regalado, né à Barcelone le 6 juin 1910 et mort à Villefranche-sur-Saône le 3 novembre 1976, est un militant syndicaliste libertaire espagnol.

## Biographie
Sa famille ayant émigré à Sariñena en Aragon, il commence à travailler dès l’âge de 12 ans et adhère à l’idéal libertaire après avoir assisté à une conférence. Son père l’empêche de prendre, alors qu’il n’avait que 13 ans, le secrétariat de la Fédération comarcale de la Confédération nationale du travail (Espagne). Après son service militaire à Valence, il travaille comme cordonnier.
En juillet 1936, il intègre le Comité révolutionnaire du village de Sariñena (Huesca) où il fut, de juillet 1936 à mars 1937, le délégué aux échanges et au ravitaillement ainsi que l’un des animateurs du groupe théâtral. En mars 1937, il fait partie au nom de la CNT de la commission composée de 5 membres qui est à l'origine de la Fédération des collectivités pour la région des Monegros. C’est à cette époque qu’il rencontre sa compagne, Juliana Barrieras Tierz, militante de la Fédération Ibérique des Jeunesses Libertaires et de la CNT. En avril 1937, il part sur le front du Levant sur lequel il reste jusqu’à la fin de la guerre.

## Exil
Exilé en France lors de la Retirada, il fut interné au Camp de concentration d'Argelès-sur-Mer, puis envoyé dans une compagnie de travailleurs étrangers, d’abord pour travailler dans des hauts-fourneaux en Savoie, puis comme bûcheron.
Pendant l’Occupation il fut réquisitionné par les autorités allemandes et envoyé en travail forcé à Brest avec son frère Gabriel. Après s’être évadé, il regagna la Haute-Savoie où, avec son frère Gabriel et son beau-frère José Barrieras, il intégra la résistance dans le groupe FTP La vapeur.
À la Libération il s’installa à Barbazan (Haute-Garonne) jusqu’en 1950 où, sur ordre du gouvernement français, il fut interdit de séjour dans les départements proches de la frontière espagnole. Il s’installa alors avec sa compagne à Villefranche-sur-Saône où il adhéra à la FL-CNT et travailla comme ouvrier spécialisé à l’usine textile Gillet-Thaon.
Lors des grèves de mai-juin 1968, il fut le seul avec Baldomero Gonzalez un autre ouvrier espagnol, à voter contre la reprise du travail. Secrétaire de la FL-CNT de Villefranche de 1964 jusqu’à sa dissolution en 1970, il fut ensuite actif au Comité de lutte antiraciste.
Eusebio Pinós Regalado, a collaboré au Combat Syndicaliste et est le père du militant libertaire Daniel Pinós.

## Sources
- Dictionnaire international des militants anarchistes : notice biographique.
- (es) Miguel Íñiguez, Enciclopedia Histórica del Anarquismo Español, 3 volumes, Vitoria, Asociación Isaac Puente, 2008, 2116 p.,  (ISBN 978-84-612-4049-4).
- Le combat syndicaliste, journal de la Confédération nationale du travail (France), 1968-1971
- El sueño igualitario entre los campesinos de Huesca (1936-1939), Pelai Pagès i Blanch, éditions Sariñena, 2013
- Le rêve égalitaire chez les paysans de Huesca, Pelai Pagès, prologue de Gabriel Jackson, traduction de Monica Jornet, éditions Noir et Rouge, 2016